# Labdarúgás (folyóirat)
A Labdarúgás magyar folyóirat volt, amely 1955-től jelent meg rendszeresen. A lap első szerkesztője Barcs Sándor volt. A lapot az MTI Sportosztályának egyik szobájában készítették, neves sportolók és újságírók közreműködésével. Legsikeresebb időszakában a folyóiratot 110 000 példányban nyomtatták.

## Történelmi áttekintés
A próbaszámok, műsorfüzetek megjelentetésével negyven éve indult a Labdarúgás, az előtanulmányok felelőse Szűcs László, a Képes Sport kitűnő szakíró. Az első hivatalosnak nevezhető lap mégis csak 1958 januárjában került az utcára, a Sportlap és Könyvkiadó közreműködésével, 3 forintos áron, Első szerkesztője: Barcs Sándor lett.
Az Állami Nyomdában jó kezekbe került a friss kiadvány, egykori kiváló labdarúgók, Nagy II. Ferenc és Bíróczky János (később neves FIFA játékvezető) bábáskodtak készítése körül. A mindennapi munkának az MTI Sportosztály egyik szobája adott otthont, ahol a hazai és a külföldi hír- és képanyag gazdag tárháza is rendelkezésre állt. Hoffer József előbb szerkesztő, majd főszerkesztő és Szepes Béla, az egykori válogatott atléta és neves karikaturista alakította ki a Labdarúgás arculatát, neves szakemberek és ismert újságírók közreműködésével. Az anyagok nagy részét Pálfai János Szűcs László, Pánczél Lajos, Zalka András, Peterdi Pál, Németh Gyula, Boskovics Jenő és még sokan mások szállították. A legpuritánabb körülmények között, szinte minden reklám nélkül, csendben készült a lap, a költségvetésnél csak arra kellett ügyelni, hogy a bevétel a nyomdai költségeket és a honoráriumokat fedezze. A példányszám szépen emelkedett, csúcsidőben elérte a 110 ezer példányt.
Hoffer lemondott az ifjúsági szövetségi kapitány tisztségről – aminek 14 évig volt a vezetője –, erre az OTSH elnöke, Hegyi Gyula a szerkesztői feladatokat Tabák Endrére, a Népsport nyugalomba vonult főszerkesztőjére bízta. Nyugdíjasként két évtizeden át vezette a lapot, a szerkesztőség mozgástere szinte egy aktatáskára korlátozódott. Állami döntésre az Ifjúsági Lapkiadóhoz  került a lap. Szepes Béla halála után Mattanovich Béla, majd Lengyel Zoltán tervei alapján készültek az oldalpárok, előbb az Egyetemi Nyomdában, majd a Zrínyi Nyomdában.
A sportpolitika társadalmi változásai, az egyes tevékenységek finanszírozásainak átcsoportosítása 1975-ben a Játékvezető szaklapot sem kerülte el. A Magyar Labdarúgó-szövetség elnöksége saját lapjához, a Labdarúgáshoz csatolta és így a továbbiakban, negyedévente a Labdarúgóedző szaklappal együtt jelent meg. A Labdarúgás mellékleteként az 1975. XXI. évfolyam 5. szám jelent meg első alkalommal. Az utolsó számok 1988-ban jelentek meg.
A magyar labdarúgás alacsony színvonala, a gyakori áremelések, a terjesztési bonyodalmak és egyéb hiányosságok nem használtak az újság népszerűségének. Szerkesztői változtatások, színesebb – nemzetközi labdarúgó események átvétele – hírek, a folyóirat pontos megjelenése, képi informálása, adattára, hangvétele – pártokon kívüli semlegességhez ragaszkodva – biztosította versenyképességét. Négy évtized alatt négy főszerkesztő formálta a lapot.
1995-től a lap tulajdonosai átalakították a formát, a tartalmat, több lett a reklám, hogy szükséges árbevételt – nyereséget – biztosítsák.